# Sannois
Sannois es una comuna francesa situada en el departamento de Val-d'Oise, en la región Île-de-France.

## Geografía

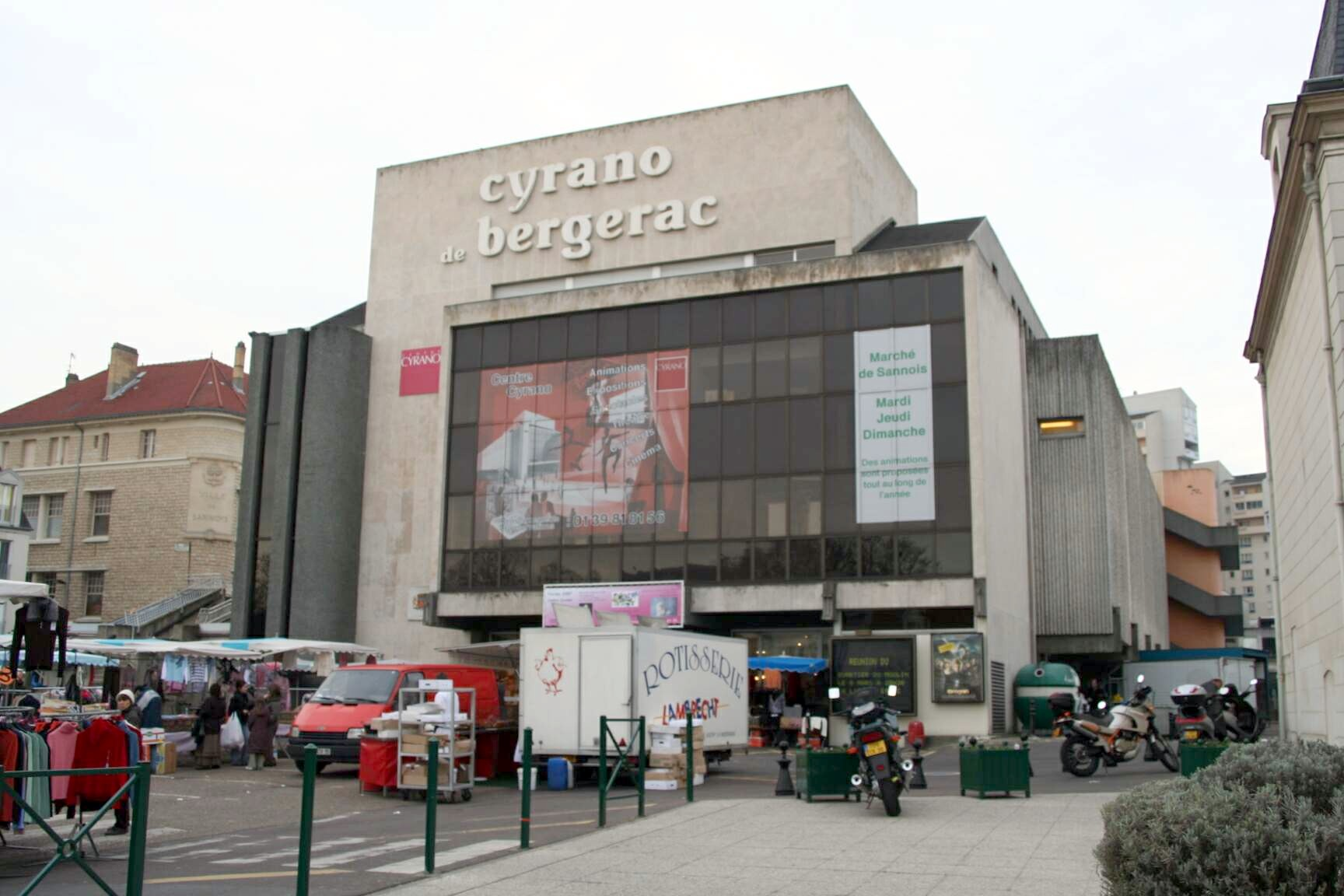
Centro Cyrano de Bergerac (mercado cubierto, sala de fiestas, cines)

Sannois está situada sobre el flanco este de las lomas de Cormeilles y de Orgemont, a 15 km al noroeste de París.
La comuna es limítrofe de Argenteuil, Cormeilles-en-Parisis, Franconville, Ermont, Eaubonne y Saint-Gratien.

## Demografía
| 1 624 | 1 593 | 1 734 | 1 495 | 1 603 | 1 611 | 1 632 | 1 547 | 1 576 | 2 041 | 2 220 | 2 489 | 2 727 | 3 175 | 3 572 | 3 857 | 4 401 | 4 905 | 5 324 | 6 249 | 7 506 | 9 092 | 11 757 | 11 433 | 12 368 | 13 644 | 16 490 | 19 060 | 18 578 | 21 665 | 25 229 | 25 349 | 25 975 | 26 484 |
| Para los censos de 1962 a 1999 la población legal corresponde a la población sin duplicidades (Fuente: INSEE [Consultar]) |       |       |       |       |       |       |       |       |       |       |       |       |       |       |       |       |       |       |       |       |       |        |        |        |        |        |        |        |        |        |        |        |        |

## Historia

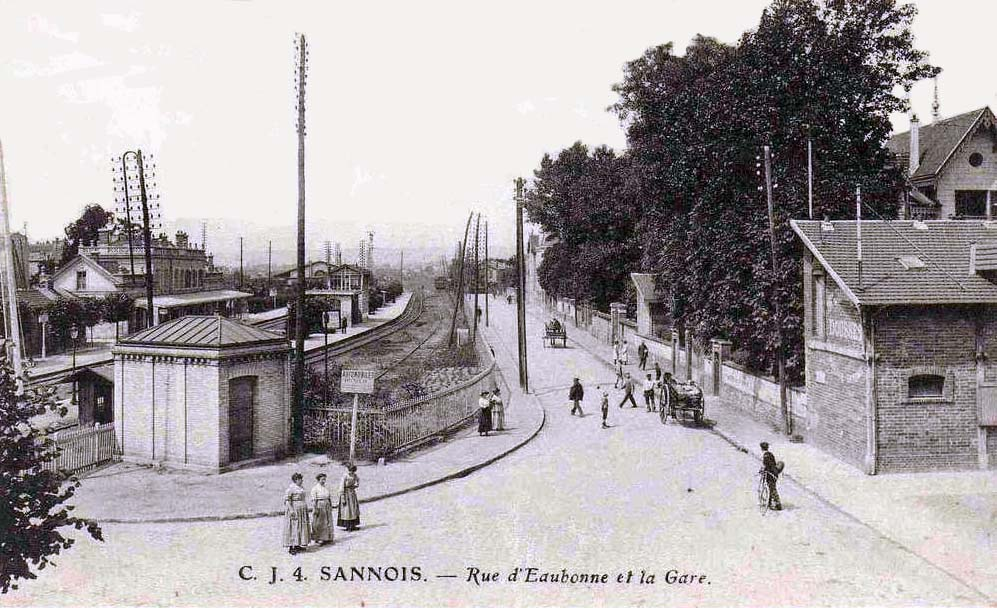
La calle de Eaubonne y la estación de ferrocarril hacia 1900

La etimología del nombre Sannois no está muy bien determinada. El nombre vendría de "centum nuces", « cien nueces » o más bien « cien nogales ». La ciudad contaba por tanto con muchas huertas, e indudablemente de árboles frutales. También podría tener orígenes celtas. Un origen latino sería también posible con el nombre centinodium, que significa cien medidas de madera para la calefacción.
El nombre de la ciudad fue dado a una subetapa del Oligoceno, situada entre -37 y -30 millones de años.
Los primeros índices de ocupación humana alrededor del territorio actual de Sannois datan del Paleolítico medio; fueron descubiertos en el actual cruce de autopistas de la Autopista francesa A15. Estos vestigios, los más antiguos descubiertos en el valle de Montmorency, están constituidos de varios millares de piezas de sílex y de gres.

## Referencias

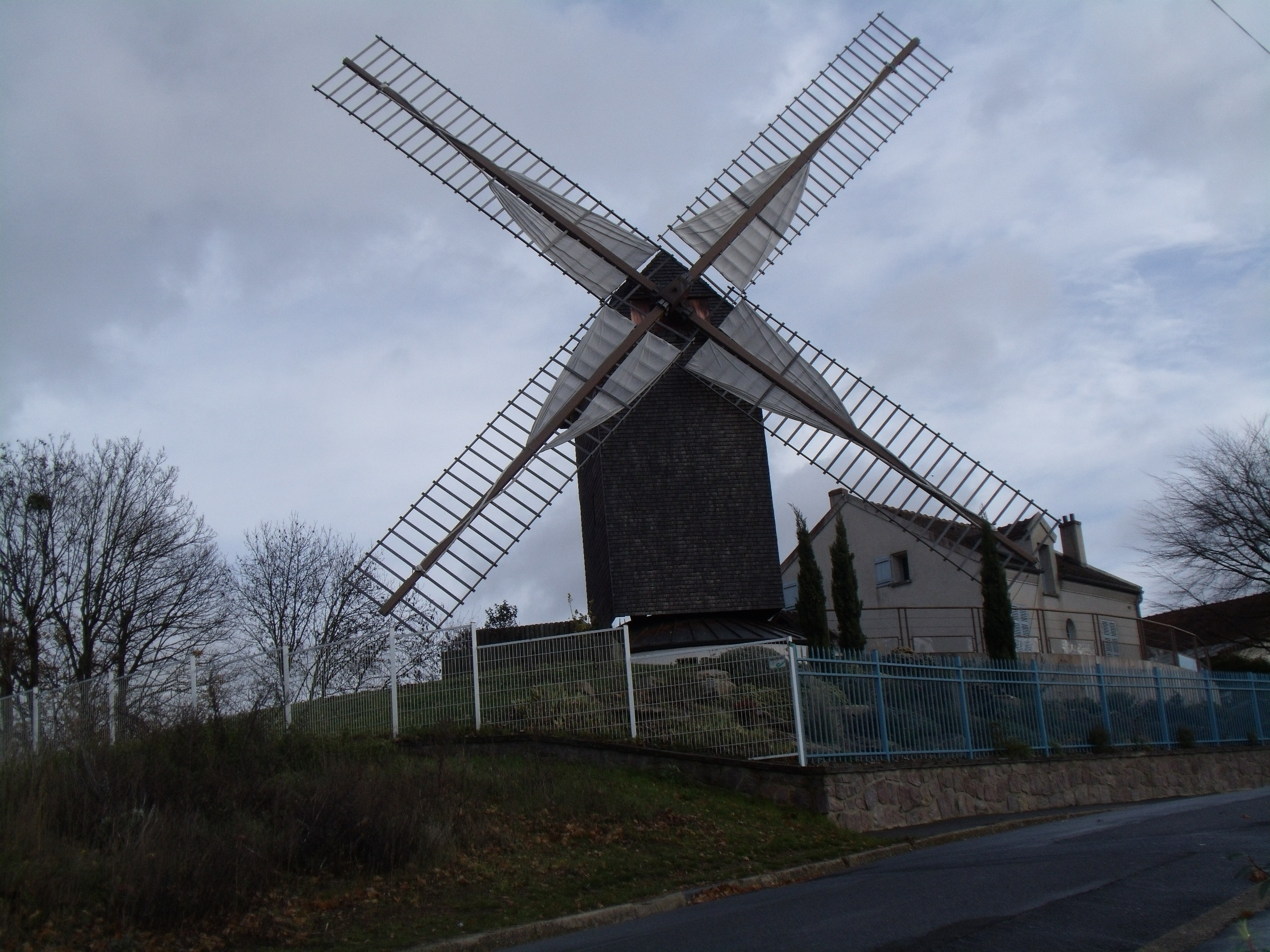
El molino